# Rzeźba plenerowa

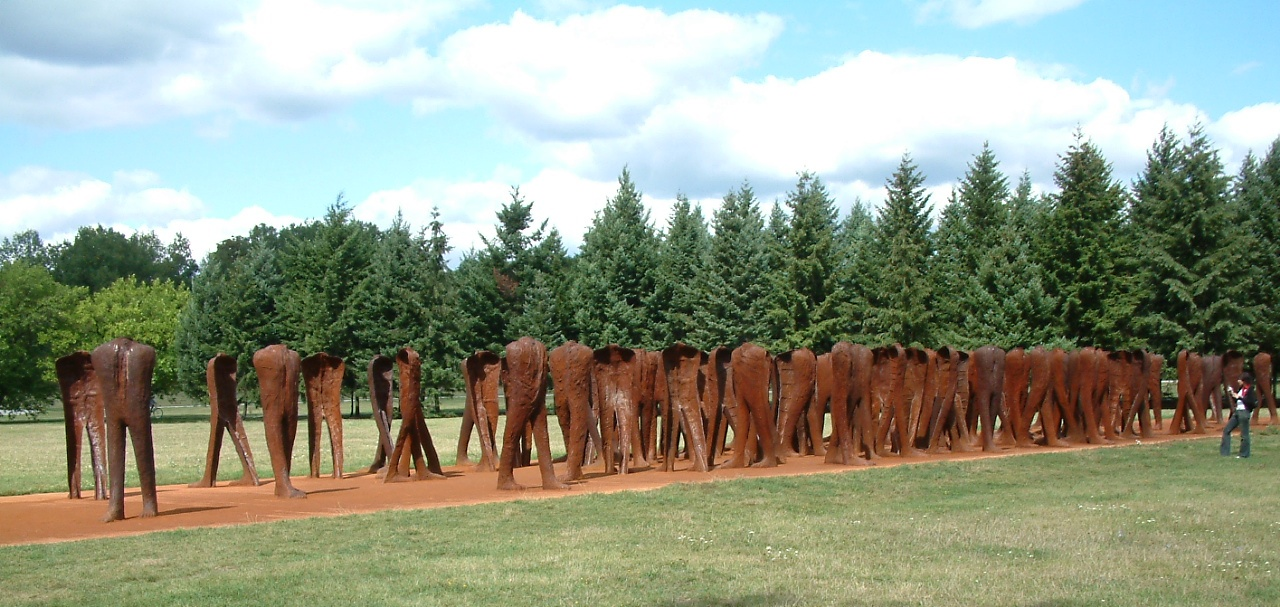
Nierozpoznani – rzeźba plenerowa Magdaleny Abakanowicz na poznańskiej Cytadeli.

Rzeźba plenerowa – wolnostojące dzieło rzeźbiarskie, mające cechy dzieła sztuki (rzeźbą plenerową nie jest np. krasnoludek w ogródku), pełniące funkcje ozdobne.
W przeciwieństwie do pomnika rzeźba plenerowa nie posiada wyraźnych funkcji memoratywnych. Rzeźby plenerowe najczęściej znajdują się w parkach, na placach, w otoczeniu zieleni (np. na osiedlach mieszkaniowych). Interesujące zespoły rzeźb plenerowych można napotkać np. w Elblągu i Lublinie (jako pozostałości po plenerach rzeźbiarskich) czy w Orońsku, w parku Centrum Rzeźby Polskiej.